# Saison 2017 de l'équipe cycliste Wanty-Groupe Gobert
La saison 2017 de l'équipe cycliste Wanty-Groupe Gobert est la dixième de cette équipe. Elle est marquée par une première participation au Tour de France et une deuxième victoire consécutive au classement par équipes de l'UCI Europe Tour.

## Préparation de la saison 2017

### Sponsors et financement de l'équipe

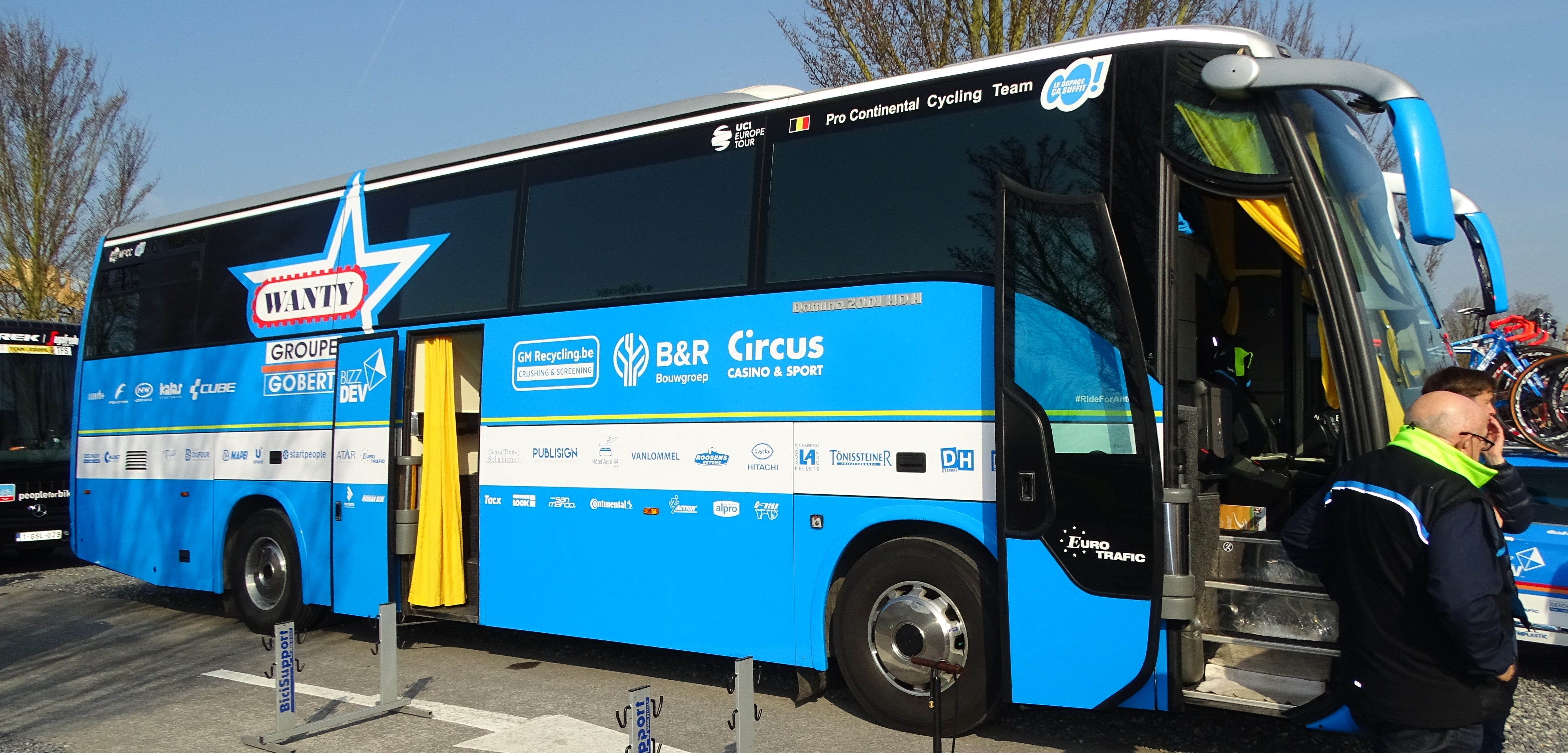
Bus de l'équipe lors des Trois Jours de La Panne.

### Arrivées et départs
| Arrivées                 | Équipe 2016                 |
| ------------------------ | --------------------------- |
| Fabien Doubey            | CC Étupes                   |
| Wesley Kreder            | Roompot-Oranje Peloton      |
| Guillaume Levarlet       | HP BTP-Auber 93             |
| Xandro Meurisse          | Crelan-Vastgoedservice      |
| Yoann Offredo            | FDJ                         |
| Andrea Pasqualon         | Roth                        |
| Dion Smith               | ONE                         |
| Guillaume Van Keirsbulck | Etixx-Quick Step            |
| Pieter Vanspeybrouck     | Topsport Vlaanderen-Baloise |

| Départs           | Équipe 2017                  |
| ----------------- | ---------------------------- |
| Gaëtan Bille      | Verandas Willems-Crelan      |
| Dimitri Claeys    | Cofidis                      |
| Antoine Demoitié  | décès                        |
| Boris Dron        | retraite                     |
| Enrico Gasparotto | Bahrain-Merida               |
| Roy Jans          | WB-Veranclassic-Aqua Protect |
| Marco Marcato     | UAE Abu Dhabi                |
| Lander Seynaeve   | Roubaix Lille Métropole      |
| Björn Thurau      | Kuwait-Cartucho.es           |

## Déroulement de la saison
Alors que la saison 2017 n'a pas encore débutée, Lieuwe Westra recruté à l'intersaison annonce sa retraite motif pour "des raisons personnelles".

## Coureurs et encadrement technique

### Effectif

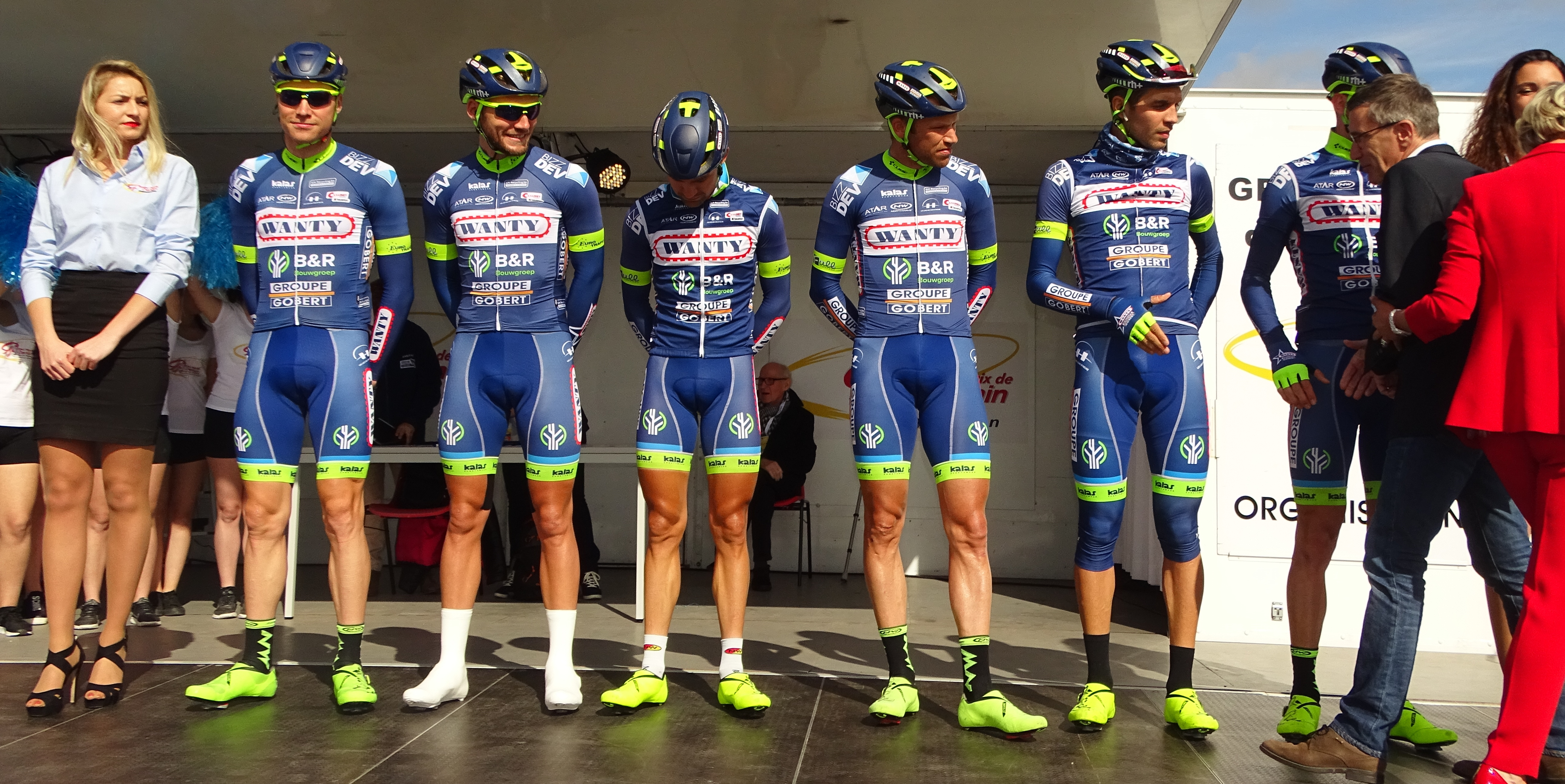
L'équipe Wanty-Groupe Gobert lors du Grand Prix de Denain.

| Cycliste                 | Date de naissance | Nationalité      | Équipe 2016                 |  |
| ------------------------ | ----------------- | ---------------- | --------------------------- |  |
| Simone Antonini          | 12 février 1991   | Italie           | Wanty-Groupe Gobert         |  |
| Frederik Backaert        | 13 mars 1990      | Belgique         | Wanty-Groupe Gobert         |  |
| Jérôme Baugnies          | 1er avril 1987    | Belgique         | Wanty-Groupe Gobert         |  |
| Thomas Degand            | 13 mai 1986       | Belgique         | Wanty-Groupe Gobert         |  |
| Kenny Dehaes             | 10 novembre 1984  | Belgique         | Wanty-Groupe Gobert         |  |
| Tom Devriendt            | 29 octobre 1991   | Belgique         | Wanty-Groupe Gobert         |  |
| Fabien Doubey            | 21 octobre 1993   | France           | CC Étupes                   |  |
| Wesley Kreder            | 4 novembre 1990   | Pays-Bas         | Roompot-Oranje Peloton      |  |
| Guillaume Levarlet       | 25 juillet 1985   | France           | HP BTP-Auber 93             |  |
| Guillaume Martin         | 9 juin 1993       | France           | Wanty-Groupe Gobert         |  |
| Mark McNally             | 20 juillet 1989   | Royaume-Uni      | Wanty-Groupe Gobert         |  |
| Xandro Meurisse          | 31 janvier 1992   | Belgique         | CrelanVastgoedservice       |  |
| Marco Minnaard           | 11 avril 1989     | Pays-Bas         | Wanty-Groupe Gobert         |  |
| Danilo Napolitano        | 31 janvier 1981   | Italie           | Wanty-Groupe Gobert         |  |
| Yoann Offredo            | 12 novembre 1986  | France           | FDJ                         |  |
| Andrea Pasqualon         | 2 janvier 1988    | Italie           | Roth                        |  |
| Dion Smith               | 18 décembre 1994  | Nouvelle-Zélande | ONE                         |  |
| Robin Stenuit            | 16 juin 1990      | Belgique         | Wanty-Groupe Gobert         |  |
| Guillaume Van Keirsbulck | 14 février 1991   | Belgique         | Etixx-Quick Step            |  |
| Kévin Van Melsen         | 1er avril 1987    | Belgique         | Wanty-Groupe Gobert         |  |
| Pieter Vanspeybrouck     | 10 février 1987   | Belgique         | Topsport Vlaanderen-Baloise |  |
| Frederik Veuchelen       | 4 septembre 1978  | Belgique         | Wanty-Groupe Gobert         |  |

## Bilan de la saison

### Victoires
Wanty-Groupe Gobert termine la saison avec douze victoires. Sept d'entre elles sont obtenues au mois de septembre.
| Date       | Course                                  | Pays     | Classe | Vainqueur                |
| ---------- | --------------------------------------- | -------- | ------ | ------------------------ |
| 1/03/2017  | Le Samyn                                | Belgique | 1.1    | Guillaume Van Keirsbulck |
| 6/05/2017  | Rhône-Alpes Isère Tour                  | France   | 2.2    | Marco Minnaard           |
| 28/05/2017 | Tour du Jura                            | France   | 2.2    | Thomas Degand            |
| 18/08/2017 | 4e étape du Tour du Limousin            | France   | 2.1    | Guillaume Martin         |
| 23/08/2017 | Course des raisins                      | Belgique | 1.1    | Jérôme Baugnies          |
| 20/09/2017 | Circuit du Houtland                     | Belgique | 1.1    | Tom Devriendt            |
| 23/09/2017 | 1re étape du Tour du Gévaudan Occitanie | France   | 2.2    | Guillaume Martin         |
| 24/09/2017 | Gooikse Pijl                            | Belgique | 1.2    | Kenny Dehaes             |
| 24/09/2017 | Tour du Gévaudan Occitanie              | France   | 2.2    | Guillaume Martin         |
| 27/09/2017 | 2e étape du Tour de Toscane             | Italie   | 2.1    | Guillaume Martin         |
| 27/09/2017 | Tour de Toscane                         | Italie   | 2.1    | Guillaume Martin         |
| 28/09/2017 | Coppa Sabatini                          | Italie   | 1.1    | Andrea Pasqualon         |

### Résultats sur les courses majeures
Les tableaux suivants représentent les résultats de l'équipe dans les principales courses du calendrier international dans lesquelles l'équipe bénéficie d'une invitation (les cinq classiques majeures et les trois grands tours). Pour chaque épreuve est indiqué le meilleur coureur de l'équipe, son classement ainsi que les accessits glanés par Wanty-Groupe Gobert sur les courses de trois semaines.

#### Classiques
| Classique            | Milan-San Remo | Tour des Flandres   | Paris-Roubaix       | Liège-Bastogne-Liège | Tour de Lombardie |
| -------------------- | -------------- | ------------------- | ------------------- | -------------------- | ----------------- |
| Coureur (classement) | Non invitée    | Yoann Offredo (14e) | Yoann Offredo (14e) | Thomas Degand (65e)  |                   |

#### Grands tours
| Grand tour           | Tour d'Italie | Tour de France         | Tour d'Espagne |
| -------------------- | ------------- | ---------------------- | -------------- |
| Coureur (classement) | Non invitée   | Guillaume Martin (23e) | Non invitée    |
| Accessits            | -             | -                      | -              |

### Classement UCI
Wanty-Groupe Gobert remporte pour la deuxième fois consécutive le classement par équipes de l'UCI Europe Tour. Son meilleur coureur au classement individuel est Kenny Dehaes, neuvième.